# Journal of Conflictology
Journal of Conflictology es una publicación de acceso abierto, interdisciplinar y revisada científicamente por pares sobre la resolución de conflictos. Basada en la convicción de que la no violencia es un medio eficaz para luchar contra los conflictos, fomenta la no violencia como método de resolución de conflictos y también como estrategia para gestionarlos.
Editada en la Universidad Abierta de Cataluña (UOC) en Barcelona por parte de un consejo de redacción internacional, Journal of Conflictology adopta un enfoque global sobre el conflicto y la pacificación y su objetivo es publicar colaboraciones que puedan ser leídos tanto por no especialistas como por expertos académicos y profesionales.
Esta publicación examina la aplicación de teorías de resolución de conflictos y divulga conocimientos sobre la práctica de la no violencia a través de un enfoque realista y científico.
Fomenta una concepción amplia de la paz concentrándose, al mismo tiempo, en las maneras y los medios de resolución de conflictos. Como publicación interdisciplinar que es, Journal of Conflictology solicita la colaboración de una amplia gama de disciplinas que abordan las teorías y la práctica de la no violencia, la resolución de conflictos y la consolidación de la paz; las colaboraciones pueden versar sobre las teorías de la no violencia, las teorías relativas al desarrollo y la transformación de conflictos o las teorías sobre las prácticas, pueden ser descripciones de experiencias prácticas o incluso pueden valorar prácticas.
La revista Journal of Conflictology dispone de un proceso de revisión por pares. Todos los artículos son revisados como mínimo por un experto y el sistema de arbitraje recurre a evaluadores externos a la entidad o institución editora de la revista.
Esta revista proporciona acceso libre inmediato a su contenido bajo el principio de que el hecho de poner la investigación a disposición del público de forma gratuita favorece el intercambio global de conocimiento.
Journal of Conflictology ha sido aceptada e indizada en los siguientes directorios, catálogos, bibliotecas y bases de datos >>
Entre las fuentes de información relacionadas con la calidad de las revistas académicas se destaca DICE, DOAJ, Latindex, OAISTER, Dialnet, MIAR, DULCINEA, ROMEO/SHERPA o ULRICH's Periodicals.